# نوفوانينسكي
نوفوانينسكي (بالروسية: Новоаннинский) هي إحدى مدن روسيا في الكيان الفدرالي الروسي فولغوغراد أوبلاست.